# Amorphochilus schnablii
Amorphochilus schnablii é uma espécie de morcego da família Furipteridae. Pode ser encontrada no Chile, Peru e Equador, em costas rochosas, em grupos de até 300 morcegos. É a única espécie do gênero Amorphochilus.